# Polystroma adumbrata
Polystroma adumbrata är en fjärilsart som beskrevs av Vincenz Kollar 1844. Polystroma adumbrata ingår i släktet Polystroma och familjen mätare. Inga underarter finns listade i Catalogue of Life.